# Ida Presti

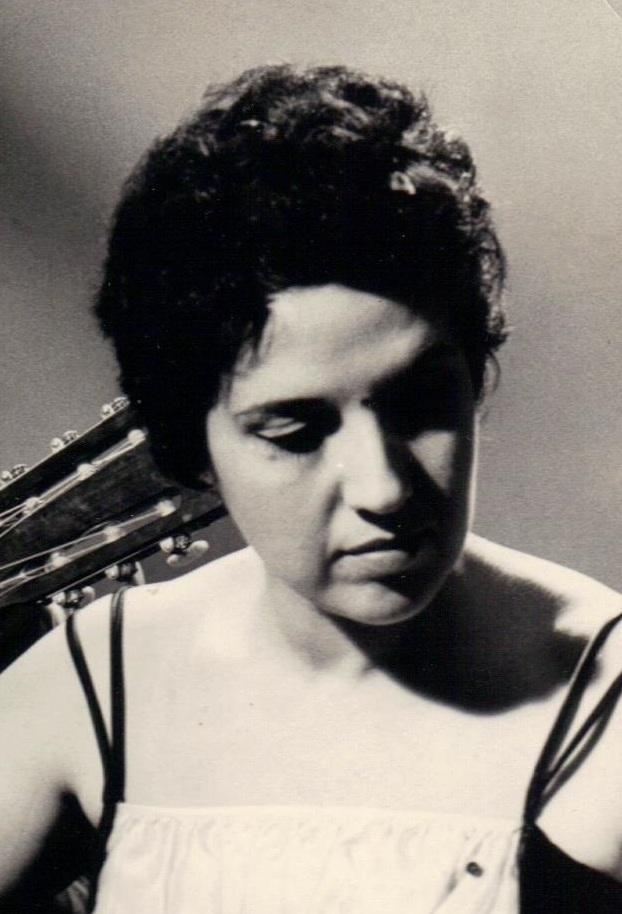
Ida Presti

Ida Presti (* 31. Mai 1924 in Suresnes, Frankreich als Yvette Ida Montagnon; † 24. April 1967 in Rochester, Vereinigte Staaten) war eine französische Gitarristin und Komponistin.

## Leben
Ida Presti machte ihre erste Bekanntschaft mit der klassischen Gitarre als Kleinkind, als ihr Vater ihr zum Einschlafen auf der Gitarre vorspielte. Im Alter von fünf Jahren begann ihr Vater sie in Klavier und Gitarre zu unterrichten, wobei sie sich jedoch bald für die Gitarre entschied. Später wurde sie dann von dem Gitarristen und Geigenbauer Mario Maccaferri ausgebildet, der sie zudem auch in Harmonie und Musiktheorie unterrichtete. Im Alter von acht Jahren trat sie 1932 zum ersten Mal öffentlich auf. Zwei Jahre später gab sie bereits Konzerte in Paris und wurde von der Presse als „weiblicher Mozart“ gefeiert.
1937 wurde Presti zu einem Ehrenmitglied der Les Amis de la Guitare in Paris ernannt. Im selben Jahr machte sie mehrere Aufnahmen für das französische Plattenlabel H. M. V. 1938 wurde sie der erste Gitarrist überhaupt, der zu einem Auftritt vor der Société des concerts du Conservatoire in Paris eingeladen wurde. Ebenfalls 1938 trat sie in einer Nebenrolle als Gitarristin in dem französischen Spielfilm Le petit Chose (Regie: Maurice Cloche) auf. Im Alter von 16 Jahren spielte sie mit einer Gitarre Paganinis auf einem Gedenkkonzert anlässlich seines 100. Todestages.
Nachdem der Zweite Weltkrieg Prestis Karriere zunächst unterbrochen hatte, wurde sie nach dessen Ende auch bald international bekannt. 1948 spielte sie zusammen mit dem nationalen französischen Radio-Orchester das Concierto de Aranjuez, diese Studio-Aufführung wurde im Französischen Radio ausgestrahlt und stieß auf große Begeisterung. Anschließend spielte Presti das Gitarrenkonzert mit unterschiedlichen Orchestern in mehreren europäischen Städten sowie in Tunis und Algier in Nordafrika. 1951 trat sie zum ersten Mal in London auf mit einem Programm, das unter anderem Werke von Tárrega, Villa-Lobos, Miguel Llobet und Pujol umfasste und von der Kritik gefeiert wurde.
Trotz ihrer Erfolge gab Presti in den 1950er Jahren ihre Karriere als Solistin auf und bildete stattdessen mit dem Gitarristen Alexandre Lagoya ein Duo. Sie hatte Lagoya 1952 in Paris kennen und lieben gelernt und im darauffolgenden Jahr geheiratet. Die beiden waren das erste weltweit bekannte klassische Gitarren-Duo und gaben bis zum Tode Prestis über 2000 Konzerte. Presti verstarb am 24. April 1967 in Rochester, während der Vorbereitung auf ein Konzert in New York an einer inneren Blutung, die die Folge einer Lungenkrebserkrankung war. Sie wurde auf dem Cimetière comunal von Montmorency, Département Val-d’Oise beigesetzt. Ihr 1999 verstorbener Ehemann Alexandre Lagoya wurde zu ihr gebettet.
Neben ihren Konzertauftritten komponierte Presti auch eigene Gitarrenstücke, die sie allerdings zu ihren Lebzeiten nicht selbst veröffentlichte. In den 1960ern unterrichtete sie zudem Gitarre an der Academie Internationale in Nizza.
Emilio Pujol beschrieb Ida Presti als ein „Wunder an Begabung und Anmut“. Der Gitarrist und Musikpädagoge John Duarte sah sie als die beste Gitarristin des 20. Jahrhunderts an, deren Kombination eines fehlerlosen, aber gefühlvollen Spiels, technischer Innovation und musikalischen Gespürs unerreicht blieb.
Zu den Werken, die ihr und ihrem Duo mit Lagoya gewidmet wurden, zählen Francis Poulencs Sarabande (1960) und Mario Castelnuovo-Tedescos Les guitares bien temperées. 24 preludes et fugues pour 2 guitares (1962).